# Сент Ан Хајландс (Колорадо)
Сент Ан Хајландс (енгл. St. Ann Highlands) насељено је место без административног статуса у америчкој савезној држави Колорадо.

## Демографија
По попису из 2010. године број становника је 288.
| Група             | 2000.    | 2010.       |
| Белци             | 0 (0,0%) | 269 (93,4%) |
| Афроамериканци    | 0 (0,0%) | 0 (0,0%)    |
| Азијати           | 0 (0,0%) | 3 (1,0%)    |
| Хиспаноамериканци | 0 (0,0%) | 8 (2,8%)    |
| Укупно            | 0        | 288         |